# Kvarnersko primorje
Kvarnersko primorje dio je Sjevernog hrvatskog primorja, a čini ga šira riječka rivijera te primorje Vinodola s podvelebitskim primorjem sve do Karlobaga.
U sastav kvarnerskog primorja spadaju i otoci između istočne obale Istre i Podvelebitskog kanala: Krk, Cres, Lošinj, Rab, Pag, Unije, Susak, Silba, Olib, i manji.
Kvarnersko primorje se sastoji od više subregionalnih cjelina. Središte kvarnerskog primorja čini njegov najsjeverniji dio oko Riječkog zaljeva s Rijekom kao urbanim središtem, kojem gravitiraju sva kvarnerska naselja. Od ostalih subregionalnih cjelina raspoznaju se Opatijsko primorje, Vinodol (Crikveničko primorje), Podvelebitsko primorje te kvarnerski otoci.
Ovaj dio primorja u prosjeku je nešto gušće naseljen (85 st./km²) nego južno primorje (Dalmacija) i cijela Hrvatska. Ukupno na oko 11 % površine Hrvatske živi 493 100 stanovnika ili 11,3 % stanovništva Hrvatske. Iznosi 3 600 km2 ili 6,3 posto površine Republike Hrvatske.

## Poveznice
- Hrvatsko primorje
- Kvarnerski zaljev